# Cembrero
Cembrero es una localidad de la provincia de Palencia (Castilla y León, España) que pertenece al municipio de Villameriel, en la comarca natural de Boedo. 

## Demografía
Evolución de la población en el siglo XXI

La población de Cembrero ha experimentado una disminución a lo largo de las décadas. En el año 2000 contaba con 16 habitantes, mientras que en los datos publicados por el INE al 1 de enero de 2023 el número de habitantes era de 9. 
| Gráfica de evolución demográfica de Cembrero entre 2000 y 2023     |
|                                                                    |
| Población de derecho (2000-2020) según el padrón municipal del INE |

## Historia
Durante la Edad Media pertenecía a la Merindad menor de Monzón , Meryndat de Monçon
A la caída del Antiguo Régimen la localidad se constituye en municipio constitucional que en el censo de 1842 contaba con 5 hogares y 26 vecinos, para posteriormente integrarse en Villameriel .
Se accede por carretera vecinal desde la comarcal de Herrera de Pisuerga a Villanuño de Valdavia. Existen pistas forestales que desde la localidad llevan a Calahorra, Páramo de Boedo, Sotobañado y Priorato, San Martín del Monte, Villameriel y Villaprovedo.
Las comunicaciones con el centro comarcal, Herrera de Pisuerga, se realizan por la citada carretera comarcal.

## Geografía y Clima
Cembrero se ubica en la sub-meseta norte, relativamente cerca de las primeras estribaciones de la Cordillera Cantábrica, a 918 metros de altitud, y la parte más alta, la iglesia de San Tirso, a 932 metros de altitud. Por el pueblo transcurre el arroyo de la Tabla, con una fuente de agua potable que mana agua todo el año. 
En Cembrero los veranos son cortos, calurosos, secos y mayormente despejados y los inviernos son muy fríos, ventosos y parcialmente nublados. Lo más relevante es la amplitud térmica entre el día y la noche, propio del clima continental. 
El mes más cálido del año es julio, con una temperatura máxima promedio de 25 °C y mínima de 11 °C. El mes más frío del año es enero, con una temperatura mínima promedio de -1 °C y máxima de 7 °C.

## Apellido
El apellido Cembrero tiene muy probablemente origen en esta localidad.

## Patrimonio
- Iglesia de San Tirso: Iglesia románica. Se trata de templo reconstruido tras el incendio que sufrió hace unos treinta años, si bien se reutilizaron los sillares de caliza blanca que constituyen la práctica totalidad de los paramentos con una disposición muy arbitraria. Hoy en día, sufre peligro de derrumbamiento al haberse agrietado el conjunto de muros y la espadaña. La portada se abre en el muro meridional y es obra de inicios del siglo XIII. La espadaña, en el hastial, parece ser el único elemento no modificado tras el incendio, pero su cronología es barroca. La portada se compone de un arco de medio punto y arquivoltas que combinan en su molduración baquetones y escocias. La segunda presenta esculpidas en su mediacaña varios motivos florales y dos rostros. Apean las arquivoltas en tres jambas con columnas acodilladas rematadas por capiteles vegetales. Estos están articulados en torno a ramillletes de acantos carnosos que se vuelven sobre sí mismos en la parte superior dando lugar a formas arracimadas mientras una línea perlada recorre los espacios entre las hojas. Los cimacios aparecen ornamentados con semibezantes o sencillas ovas de tipo andresino que se prolongan por las jambas. Sobre una pequeña ventana de la portada principal destaca un disco de piedra de cronología y utilidad difícil de precisar. En el interior destaca una sencilla pero interesante pila románica datada aproximadamente en el siglo XIII. Es de pequeñas dimensiones (unos 79 cm de diámetro por 70 cm de altura) y copa troncocónica lisa. Su única decoración la constituye una tosca figura humana en bajorrelieve enmarcada en un a modo de nicho tallado en reserva. El personaje aparece con las manos en actitud orante y vestido con túnica de pliegues paralelos. Apoya la pila sobre una basa de tipología románica con bocel y bolas en sus esquinas. La factura del resto del interior es toda de hechura moderna y techumbre plana debido al incendio y posterior reconstrucción ya mencionada.

## Fiestas
Originalmente, las fiestas patronales de Cembrero se celebraban en honor a San Tirso el 28 de enero. Sin embargo, en la actualidad, la festividad principal se ha trasladado al 16 de julio, coincidiendo con la celebración de la Virgen del Carmen .